# Schweinhütt
Schweinhütt ist ein Ortsteil der Stadt Regen im niederbayerischen Landkreis Regen.

## Lage
Das Kirchdorf Schweinhütt liegt im Bayerischen Wald zwischen Regen und der Stadt Zwiesel an der Bundesstraße 11.

## Geschichte
Swinhutte ist erstmals 1254 im Steuer-Register von Kloster Niederaltaich erwähnt. Nach dem Dreißigjährigen Krieg brachte 1649 die Pest den Ort zeitweise zum völligen Aussterben. Einer Sage nach überlebte nur die Wirtin des Dorfes, weil sie sich vor dem „Schwarzen Tod“ (der Pest) listenreich versteckte. Der Theaterverein hat diese Sage schon zweimal als Freilichtbühnenspiel aufgeführt. Am Ortsrand erinnert ein Pestkreuz an die vielen Toten der Seuche.
Schweinhütt bildete 1752 eine Obmannschaft im Landgericht Regen, zu der auch noch Zapfenried und der Spindlhof (Schauerhof) gehörte. Der Ort selbst bestand in diesem Jahr aus 14 Anwesen. 1808 wurde der Steuerdistrikt Schweinhütt geschaffen und 1813 die Ruralgemeinde Schweinhütt, die neben Schweinhütt noch Rinchnachmündt, Zwieselberg und Bärnzell umfasste. 1821 wurde Schweinhütt jedoch Teil der Gemeinde Rinchnachmündt. Mit dieser gelangte Schweinhütt im Zuge der Gebietsreform in Bayern am 1. Mai 1978 zur Kreisstadt Regen.
Im Jahr 2000 wurde Schweinhütt beim Wettbewerb Unser Dorf soll schöner werden zum schönsten Dorf Niederbayerns gewählt. Es wird auch noch altes Brauchtum gepflegt wie zum Beispiel das Wolfauslassen, Maibaumaufstellen, Rockaroas, und so weiter. Seit 2008 wird in Schweinhütt die Schweinhütter Waldweihnacht durchgeführt, ein Weihnachtsmarkt in einem Waldgebiet zwischen Schweinhütt und der Ortschaft Dreieck.
Die Freilichtbühne Schweinhütt bietet auf dem Gelände der Waldweihnacht ein Bühnenhaus mit vier Kammern, Vorhof, Balkon und einer Tribüne mit rund 700 Sitzplätzen. Im Juli 2010 wurde der Bibelgarten Schweinhütt offiziell eingeweiht. Das Dorf hat etwa 600 Einwohner und besitzt landwirtschaftliches und touristisches Gewerbe. Auch einige Handwerksbetriebe wie Schlosser und Steinmetze haben sich niedergelassen.

## Sehenswürdigkeiten
Die Kirche Maria Königin, eine Filialkirche der Pfarrei Regen, entstand 1960 bis 1963. Sie enthält eine Ausstattung von Wolf Hirtreiter. Das Buntfensterband (1962) stammt von Markus von Gosen. Außerdem befindet sich in Schweinhütt eine wohl 1822 erbaute Ortskapelle.

## Bildung und Erziehung
- Die Christophorus-Schule Schweinhütt ist eine Schule für körperlich und geistig behinderte Kinder.
- Integrativer Kindergarten Schweinhütt

## Vereine
- Spielvereinigung Schweinhütt-Bettmannsäge
- Fischereiverein Schweinhütt 1965
- Katholischer Frauenbund Schweinhütt
- Freiwillige Feuerwehr Schweinhütt
- Dorf- und Gartenbauverein Schweinhütt
- KSV Schweinhütt
- EC Schweinhütt
- Freilichtbühne Schweinhütt